# Margarete Fries
Margarete Fries (* 14. Juni 1911 im 9. Gemeindebezirk (Alsergrund), Wien; † 18. Jänner 2012 in Wien) war eine österreichische Schauspielerin und Synchronsprecherin.

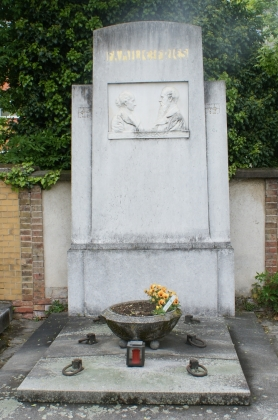
Grabstätte Margarete Fries

## Werdegang
Fries promovierte in Biologie und besuchte zur gleichen Zeit das Max Reinhardt Seminar. Im Jahre 1933 spielte sie zum ersten Mal am Volkstheater in Wien. Im März 1938 verließ sie Österreich und war zuerst in Bern und später am Schauspielhaus Zürich engagiert, wo sie unter anderem unter Max Ophüls spielte. 1947 kehrte sie nach Wien und 1948 ans Volkstheater zurück. Von 1954 bis 1987 war sie ständiges Mitglied des Volkstheaterensembles. Zuletzt stand sie 1987 auf der Bühne.
Ende der 1930er Jahre war Fries auch des Öfteren Gast in den Synchronateliers der Selenophon in Wien, so sprach sie unter anderem Zarah Leander in Skandal, Isa Miranda in Die Lüge der Nina Petrowna, oder auch Mary Astor in der ersten Synchronfassung von … dann kam der Orkan.
Ihre Grabstätte befindet sich auf dem Inzersdorfer Friedhof (Gruppe 1, Reihe MW, Nummer 26) in Wien.

## Auszeichnungen
- Österreichisches Ehrenkreuz für Wissenschaft und Kunst (1964)
- Ehrennadel des Wiener Volkstheaters
- Ehrenmitglied des Wiener Volkstheaters (seit 2003)

## Filmografie (Auswahl)
- 1940: Ist Dr. Ferrat schuldig? (Dilemma)
- 1951: Die Minderjährigen (Asphalt)
- 1957: Noch minderjährig (Unter Achtzehn)
- 1958: Man müßte nochmal zwanzig sein
- 1960: Finden Sie, dass Constanze sich richtig verhält? (Fernsehfilm)
- 1962: Protektionskind (Fernsehfilm)
- 1962: Stützen der Gesellschaft (Fernsehfilm)
- 1965: Die letzten Tage der Menschheit (Fernsehfilm)
- 1967: Alle unsere Spiele (Fernsehfilm)
- 1970: Rebell in der Soutane (Fernsehfilm)